# Douma, Siria
Douma (arabă  دوما ) este un oraș din Siria. Centrul său este de aproximativ de 10 kilometri în nord-estul centrului Damasc. Fiind centrul Guvernoratul Rif Dimashq (care înconjoară complet Guvernoratul Damasc, orașul este, de asemenea, centrul administrativ al districtului Douma. Douma este un oraș important al regiunii, cunoscut sub numele de Ghouta, pentru așezările periurbane la est și la sud de Damasc.

## Istorie
În timpul războiului Civil din Siria, Douma a fost un punct important de aprindere și a asistat la numeroase demonstrații împotriva guvernului sirian și la ciocniri armate împotriva forțelor Armatei și Securității Siriene în primele etape ale conflictului.
Pe 30 ianuarie 2012, armata siriană a preluat controlul asupra orașului după Bătălia de la Douma, o operațiune majoră împotriva grupurilor armate din opoziție din guvernoratul Rif Dimashq.
Pe 29 iunie 2012, Armata Siriană a fost acuzată de comiterea unui masacru la Douma, unde au fost ucise mai mult de 50 de persoane.